# АЕС Вермонт-Янкі
Вермонт Янкі — закрита атомна електростанція, що виробляла електроенергію, розташована в місті Вернон, штат Вермонт, на північному сході Сполучених Штатів. Генерувала 620 мегават (МВт) електроенергії на повній потужності. В основі станції був один реактор з киплячою водою (BWR), розроблений General Electric. Він діяв з 1972 року до 29 грудня 2014 року, коли його власник Entergy закрив завод. У 2008 році станція забезпечила 71,8 % усієї електроенергії, виробленої у Вермонті, що становить 35 % споживання електроенергії Вермонтом. Завод розташований на річці Коннектикут, вище за течією греблі Гідроелектростанції Вернон, штат Вермонт, і для охолодження води використовував басейн водосховища.
У березні 2012 року мала закінчитися початкова 40-річна ліцензія на експлуатацію заводу; у березні 2011 року Комісія з ядерного регулювання (NRC) продовжила ліцензію ще на 20 років. Продовження діяльності Vermont Yankee ускладнилося прийняттям законодавчим органом штату Вермонт закону, який надає повноваження законодавчому органу штату визначати подальшу роботу заводу на додаток до федерального уряду. Entergy запросила новий державний сертифікат суспільного блага (CPG), але законодавча влада Вермонта проголосувала в лютому 2010 року проти відновлення дозволу на роботу. У січні 2012 року Entergy виграла суд, скасувавши право вето штату на продовження діяльності. У серпні 2013 року Entergy оголосила, що через економічні фактори Vermont Yankee припинить діяльність у четвертому кварталі 2014 року. Стпнцію було закрито о 12:12 за східним часом 29 грудня 2014 року.

## Дизайн і функції

Джерела виробництва електроенергії для Вермонта

Вермонт Янкі — це реактор з киплячою водою BWR-4, у якому використовується структура стримування Mark I. Вона забезпечувала 71,8 % усієї електроенергії, виробленої у Вермонті в 2008 році, і задовільняла 35 % загальних потреб штату в електроенергії.
Спочатку вона була спроектована і побудована для електричної потужності 500 МВт. У 2006 році її було модернізовано до 620 МВт електричної потужності. Реактор виробляє 1912 МВт тепла, яке перетворюється на електроенергію з ефективністю 32 %. Для порівняння, середній попит на електроенергію для житлових будинків у всьому Вермонті в 2012 році становив 239 МВт. Гідроелектростанція Нортфілд Маунтін була побудована неподалік, щоб збалансувати постачання від Янкі.

## Сейсмічний ризик
Оцінка Комісії з ядерного регулювання щорічного ризику землетрусу, достатнього для того, щоб спричинити пошкодження активної зони реактора в Вермонті Янкі, становила 8,1 × 10-06 на рік, або ймовірність того, що один інцидент трапляється в середньому кожні 123 000 років, згідно з Дослідження NRC, опубліковане в серпні 2010 року на основі опитування USGS 2008 року.
Комісія з ядерного регулювання визначає дві зони планування на випадок надзвичайних ситуацій навколо атомних електростанцій: зону впливу шлейфу радіусом 10 миль (16 км), пов'язаних насамперед з впливом та вдиханням радіоактивного забруднення, що передається повітрям, і зоною шляхів ковтання близько 50 миль (80 км), пов'язаних насамперед із прийомом їжі та рідини, забрудненої радіоактивністю.

## Інциденти
У 2007 році на станції обрушилася охолоджувальна вежа (градирня), крім того експерти неодноразово фіксували виток радіації.

## Інформація про енергоблоки
| Енергоблок   | Тип реакторів | Потужність | Потужність | Початок будівництіва | Пуск       | Підключення до мережі | Введення в експлуатацію | Закриття   |
| Енергоблок   | Тип реакторів | Чистий     | Брутто     | Початок будівництіва | Пуск       | Підключення до мережі | Введення в експлуатацію | Закриття   |
| ------------ | ------------- | ---------- | ---------- | -------------------- | ---------- | --------------------- | ----------------------- | ---------- |
| Вермонт Янкі | BWR           | 605 МВт    | 635 МВт    | 11.12.1967           | 24.03.1972 | 20.09.1972            | 30.11.1972              | 29.12.2014 |